# Điền Đam
Điền Đam (chữ Hán: 田儋; ? – 208 TCN) là vua chư hầu cuối thời nhà Tần trong lịch sử Trung Quốc. Ông tham gia khởi nghĩa chống sự cai trị của nhà Tần và phục hồi nước Tề như cục diện thời Chiến Quốc.

## Tái lập nước Tề
Điền Đam là người đất Địch, cùng họ với Tề vương Kiến thời Chiến Quốc. Ông cùng 2 người em họ là Điền Vinh và Điền Hoành đều là những người mạnh mẽ và có thế lực trong vùng. Ba người đều nghĩa khí hào hiệp, thuộc dòng dõi vua chư hầu, nên được nhiều người nể phục.
Tháng bảy âm lịch năm 209 TCN, 900 người lính thú ở nước Sở cũ theo Trần Thắng và Ngô Quảng khởi nghĩa ở làng Đại Trạch. Trần Thắng đánh đến đất Trần xưng hiệu là Trương Sở vương, tự lập làm vua Sở.
Trần Thắng ở đất Trần sai các tướng đi chiêu hàng các nơi. Những người trai tráng ở các quận, các huyện Sơn Đông bị khổ sở vì bị bọn quan lại nhà Tần đều giết bọn thú, úy, lệnh, thừa làm phản để hưởng ứng Trần Thắng. Điền Đam cũng lập mưu lấy thành trì để chống nhà Tần.
Ông tụ tập một toán trai tráng, trói một số người gia nô trong nhà, nói dối rằng những người này phạm tội chết, xin được gặp huyện lệnh để bẩm báo rõ ràng rồi sẽ trị tội. Vì họ Điền thế lực rất lớn nên huyện lệnh không thể từ chối, phải cho gặp mặt.
Khi huyện lệnh triệu vào, Điền Đam cùng các trai tráng dưới quyền ùa vào công đường giết chết huyện lệnh. Sau đó ông triệu tập các quan lại có thế lực trong vùng và binh lính lại nói rằng:
Hiện nay chư hầu các nơi đều đã dấy quân chống Tần và xưng vương. Nước Tề ta trước kia cũng là một nước trong chư hầu, ta lại là dòng dõi Tề vương, nên phải xưng vương!
Mọi người đồng lòng tôn ông làm Tề vương.
Khi đó một viên tướng của Trương Sở vương Trần Thắng mang quân đi bình định nước Ngụy rồi tiến đến đất Địch, nơi Điền Đam cai quản. Chu Thị tiến đánh đất Địch, Điền Đam mang quân chống lại, đánh bại quân Chu Thị. Chu Thị thua chạy, trở về nước Ngụy.
Điền Đam đuổi được Chu Thị, chia quân đi đánh các thành ấp nước Tề còn trong tay nhà Tần.

## Giết sứ nước Sở
Chu Thị bỏ chạy về Ngụy, muốn lập con cháu vua Ngụy là Ninh Lăng Quân Ngụy Cữu làm Ngụy vương, bèn thỉnh cầu Trần Thắng việc đó. Trần Thắng bèn lập Ninh Lăng Quân làm Ngụy vương, cho Cữu về nước. Chu Thị được làm thừa tướng.
Không lâu sau, tướng nhà Tần là Chương Hàm ra quân từ Hàm Dương, liên tiếp đánh bại quân Sở, tiêu diệt nước Trương Sở của Trần Thắng. Trần Thắng bị thủ hạ Trang Giả giết chết.
Nhiều nơi mới biết Trần Vương bị thua nặng nhưng chưa biết rằng Trần Vương đã chết. Một tướng khởi nghĩa chống Tần là Tần Gia - chưa từng quy phục Trần Thắng - nghe tin quân của Trần Thắng bị phá vỡ liền lập tông thất nước Sở thời Chiến Quốc là Cảnh Câu làm Sở giả vương. Vì lực lượng mỏng, Tần Gia sai Công Tôn Khánh đi sứ sang nước Tề, muốn cùng Tề vương hợp lực tiến quân. Tề vương Đam nói:
Ta nghe tin Trần vương thua trận, không biết sống chết thế nào, sao nước Sở lại không xin phép ta mà lập vua!
Công Tôn Khánh nói:
Nước Tề lập vua không xin phép nước Sở, vậy nước Sở có lẽ nào lại xin phép Tề để lập vua! Vả chăng nước Sở đầu tiên khởi xướng việc chống Tần, đáng lý được ra lệnh cho cả thiên hạ!
Điền Đam nổi giận bèn giết chết Công Tôn Khánh và không hợp tác với nước Sở đánh Tần.

## Cứu Ngụy tử trận
Chương Hàm diệt xong Trương Sở bèn mang quân đánh Ngụy. Ngụy vương Cữu không chống nổi, bại trận ở Lâm Tế, phải chạy vào thành cố thủ. Chương Hàm vây ngặt. Nguỵ Cữu sai tướng quốc Chu Thị tới Tề và Sở cầu viện. Tề vương Điền Đam phái Điền Ba mang quân đi trước, tự mình dẫn quân đi sau. Sở vương cũng phái Hạng Đà mang quân hợp với quân Tề đi cùng Chu Thị về cứu Ngụy. Điền Đam mang quân theo sau.
Chương Hàm đánh bại liên quân Tề, Ngụy và giết chết Chu Thị tại trận. Không lâu sau Tề vương Điền Đam đích thân mang quân đến cứu Nguỵ. Ông hợp binh với vua Ngụy dưới thành, chuẩn bị giao chiến. Chương Hàm hạ lệnh cho quân lính im hơi lắng tiếng, nửa đêm kéo ra bất ngờ đánh úp quân Tề, bắt sống được Điền Đam dưới thành Lâm Tế và giết chết.
Nước Nguỵ khiếp sợ trước sức mạnh của quân Tần. Nguỵ vương Cữu biết không giữ được thành nên tự vẫn. Em Cữu là Ngụy Báo bỏ trốn sang nước Sở.
Em Điền Đam là Điền Vinh và Điền Hoành dẫn tàn quân ở Nguỵ về Tề, về sau nhờ tướng nước Sở là Hạng Lương cứu ứng, đã trở về khôi phục được nước Tề.